# Ex chiesa di San Giovanni nei Boschi
La ex-chiesa di San Giovanni nei Boschi, conosciuta in passato come la chiesa di San Giovanni al Boio, era un luogo di culto cattolico nella Valle Serradesca a Scanzorosciate, risalente al IX secolo, abbandonata già dai primi anni del Novecento con la costruzione del nuovo edificio di culto. Si trova vicina a una sorgente, il Boio.

## Storia

### Le origini
Questa piccola chiesa venne probabilmente edificata già nel tardo medioevo forse da un monaco come semplice edicola.
La chiesa, già presente nel Cinquecento e dedicata a san Giovanni in nemoribus ("tra le nuvole"), era gestita dagli umiliati dell'ordine dei carmelitani.
Venne in un primo momento chiamata "chiesa di san Giovanni al Boio" in riferimento alla sorgente d'acqua che si trova in prossimità, il Boio, da cui scaturisce un ruscello. La chiesa venne poi chiamata "chiesa di san Giovanni nei Boschi" in riferimento alla sua posizione prossima al sottobosco nella valle Serradesca che attraversa il Colle dei Pasta.
L'edificio, dotato di un ampio spiazzo tuttora presente e riempito di ciottoli, fu visitato dall'arcivescovo di Milano san Carlo Borromeo nell'autunno del 1575, che la descrive di piccole dimensioni. Vi era un altare esterno, dove venivano officiate le funzioni eucaristiche. La chiesa aveva il giuspatronato dei marchesi di Villa di Serio.
La chiesa di San Giovanni diede il nome alla contrada della Valle Serradesca in cui si trova, "San Giovanni", alla Via San Giovanni e alla cascina che sorse nei paraggi, la Cascina San Giovanni, di proprietà dei Martinelli e in cui si produce il moscato di Scanzo DOCG. Gran parte delle ville e cascine nella valle Serradesca sorsero a partire dal Settecento.
Forse proprio il Boio e la sua posizione ai piedi della valle causavano frequenti allagamenti del sedime che rendevano la chiesa di difficile accesso da parte dei fedeli che la dominica vi si recavano per assistere alla messa. Inoltre, la chiesa era lontana da quello che sarebbe diventato il centro abitato di Tribulina, una frazione di Scanzorosciate.
La chiesa fu ampliata dai monaci benedettini che avevano sul territorio altri monasteri come quello di San Paolo d'Argon, anche se non divenne mai un importante centro monastico. L'edificio nel XV secolo fu ampliato, l'aula fu allargata di sei metri e allungata di otto, mentre l'originaria cappella divenne la zona presbiteriale. La chiesa fu poi affrescata da Giovani Zanchi del Beur su richiesta dei Marchesi di Villa di Serio, che avevano il giuspatronato della chiesa.
Nel Seicento furono eseguiti ulteriori lavori con la creazione del nuovo presbiterio, che richiese l'allungamento della navata sui lati a nord e sud. Nel 1840 furono creati i locali della sagrestia e un locale dove il romita potesse risiedere. Del medesimo tempo fu l'elevazione del campanile. L'aula venne poi ampliata nel 1897.

### L'abbandono e il restauro
Il 13 maggio 1913 la chiesa di San Giovanni nei Boschi fu elevata a parrocchiale con decreto del vescovo di Bergamo Giacomo Radini-Tedeschi, ma era troppo lontana dal centro abitato di Tribulina, era soggetta agli allagamenti causati dal Boio e il diritto di autonomia avuto con l'elevazione a chiesa parrocchiale aveva fatto considerare che non fosse più idonea.
Fu quindi deciso di edificare una nuova chiesa: la chiesa di san Giovanni Battista, su progetto di Elia Fornoni. Questa nuova chiesa viene talvolta detta “Nuova chiesa di San Giovanni nei Boschi” per via del nome della vecchia chiesa.
La chiesa di San Giovanni nei Boschi fu dunque svuotata degli arredi, collocati nel nuovo edificio religioso consacrato nel 1914.
Successivamente, la chiesa di San Giovanni nei Boschi venne abbandonata e lasciata nel degrado per circa un secolo. La chiesa subì un veloce degrado, poiché il campanile e parte delle pareti e del tetto subirono un crollo. I ruderi vennero infine invasi all'interno e all'esterno dalla vegetazione.
Nel XXI secolo si è pensato a un suo recupero, per cui nel 2024 la chiesa era sotto manutenzione.
Vicino alla chiesa, si trova ancora la Cascina San Giovanni. Si riconosce anche il ruscello che deriva dalla sorgente Boio, il cui corso è stato deviato. Questo ruscello sfocia in un laghetto artificiale costruito dove un tempo c'era solo vegetazione poi abbattuta. Infine, il Boio sfocia nel torrente Zerra, che attraversa la valle Serradesca. In tal modo, il Boio non rischia di esondare e rendere l'accesso alla chiesa difficoltoso.